# Sadhbh
Sadhbh [saɪv], auch Saeve, ist eine Sagengestalt aus der keltischen Mythologie Irlands aus dem Finn-Zyklus um Fionn mac Cumhaill.

## Mythologie
Sadhbh wird als Tochter des Bodb Derg vom Síd Slievenamon, Gattin Fionn Mac Cumhaills und Mutter Oisíns angesehen. In der Erzählung von Oisíns Geburt erscheint Sadhbh dem Jäger Fionn als flüchtendes Reh, das sich schließlich von ihm einholen lässt und ihm in seine Behausung folgt. In der Nacht verwandelt sich das Tier in seine menschliche Gestalt. Trotz seiner Liebe zu ihr verlässt er sie wegen eines Kriegszuges und sie verschwindet daraufhin. Nach einer siebenjährigen Suche findet er am Hange des Berges Ben Bulban einen Knaben, den er als seinen Sohn erkennt und Oisín („Hirschlein“) nennt. Dieser erzählt ihm, was geschehen war: Seine Mutter Sadhbh war von einem „Schwarzen Mann“, dem Druiden Fear Doirche, gegen ihren Willen durch Zauberei entführt worden. Dieser hatte nur Gewalt über sie, wenn Sadhbh nicht in Fionns Burg Almhuin war, aus der er sie in der Gestalt ihres Gatten herausgelockt hatte. Sadhbh musste für immer in der Gewalt des Druiden bleiben, der sie wieder in ein Reh zurückverwandelt hatte.
Eine Gleichstellung mit Sadb ingen Chuin, der Tochter Conn Cétchathachs wird manchmal vermutet, ist aber nicht belegbar.